# Cmentarzysko na Psarskiem
Cmentarzysko na Psarskiem – cmentarzysko zlokalizowane w lesie na Psarskiem w Poznaniu, na szczycie niewielkiego wzgórza w widłach ulic Słupskiej i Koszalińskiej. 

## Pochodzenie
Cmentarzysko kultury łużyckiej powstało we wczesnej epoce żelaza. 

## Historia odkryć
Obiekt odkrył lokalny gospodarz Krzyżański w 1964, podczas kopania piasku. O fakcie odnalezienia ułomków zawiadomił natychmiast Muzeum Archeologiczne w Poznaniu. Na miejsce przybył późniejszy profesor Lech Krzyżaniak. Stwierdził obecność siedmiu grobów ciałopalnych, w tym jednego praktycznie całkowicie zniszczonego podczas prac wydobywczych. Inny był poważnie naruszony, a jeszcze jeden zupełnie wyrabowany. Cztery pozostałe zbadał szczegółowo. W 1965 natrafiono jeszcze na ósmy grób. Wszystkie groby miały głębokość kilkudziesięciu centymetrów. Jeden obłożony był kamieniami. W jednym z grobów pochowano dwie osoby. 

## Znaleziska
W grobach, oprócz popielnic, znaleziono też glinianą szpulę, szpile żelazne i brązowe, bransoletę żelazną i brązowy zwój.